# Дарий (Понт)
Вижте пояснителната страница за други личности с името Дарий.
Дарий Понтийски (на латински: Darius Pontus) е цар на Понтийското царство от 39 до 37 пр.н.е. Той е монарх с ирански, гръцки и македонски корени.

## Произход и управление
Той е първият син на Фарнак II († 47 пр.н.е.), понтийски цар на Боспорското царство, и неговата сарматска съпруга. Брат е на Динамия и Арсак. По бащина линия е внук на понтийския владетел Митридат VI и неговата първа съпруга, сестра му Лаодика.
Дарей е роден и възпитаван в Понт и в Боспорското царство. Според гръцкия историк Страбон въстаналият комендант Арсак известно време го охранява, когато крепостта, в която се намирал, е обсадена от Полемон I и Ликомед от Комана.
Понт е в състава на Римската република (47 – 39 пр.н.е.). Дарий е поставен от триумвир Марк Антоний през 39 пр.н.е. като владетел на Понт. Той умира скоро през 37 пр.н.е. Наследен е от брат му Арсакес, който умира още същата година. Негов наследник става Полемон I.